# Sarpsborg 08 FF
Sarpsborg 08 FF (celým názvem Sarpsborg 08 Fotballforening, fotbalový klub Sarpsborg 08) je norský fotbalový klub z města Sarpsborg založený v roce 2008 fúzí klubů FK Sparta Sarpsborg a Sarpsborg FK (na což poukazuje číslice 08 v názvu). Klubové barvy jsou modrá a bílá. V klubovém emlému je fotbalový míč a dvě věže.
Svá domácí utkání hraje na Sarpsborg stadionu s kapacitou cca 5 100 diváků. V sezóně 2015 hraje v norské nejvyšší lize Tippeligaen.

## Známí hráči
Viz též Kategorie:Fotbalisté Sarpsborg 08 FF.
- Þórarinn Ingi Valdimarsson